# Banque cantonale de Thurgovie
La Banque cantonale de Thurgovie (Thurgauer Kantonalbank, TKB) est une banque cantonale suisse dont le siège social est à Weinfelden.

## Histoire
En 1869, à la suite des changements constitutionnels en Suisse, le canton de Thurgovie est dans l'obligation de créer une banque cantonale. Le 1er mai 1871, la Banque cantonale de Thurgovie ouvre son premier guichet à Weinfelden. La banque cible alors essentiellement le financement de l'agriculture dans le canton, et fait circuler ses propres billets de banque jusqu'en 1910 (après que la Banque nationale suisse ait pris la main sur l'émission des billets dans le pays).
En 1964, une nouvelle loi fédérale permet à la banque d'élargir son offre commerciale.
En 2014, la banque cantonale de Thurgovie fait son entrée à la bourse de Zurich. La même année, le département de la justice des États-Unis classe la banque en catégorie 3 dans son programme de régularisation des banques suisses, ce qui la blanchit dans les enquêtes de fraudes fiscales offertes par les banques suisses aux citoyens américains.

## Activités
La banque enregistre un produit d'exploitation de 341,7 millions CHF en 2020, puis de 366,1 millions CHF en 2021. La banque dispose de 29 agences cantonales.
En 2018, Thomas Koller remplace Heinz Huber au poste de CEO de la banque. En 2022, après 13 ans à la présidence de la banque, René Bock cède son siège à Roman Brunner.